# Whitesburg, Kentucky
Whitesburg är administrativ huvudort i Letcher County i Kentucky. Orten har fått sitt namn efter politikern John Daugherty White. Enligt 2010 års folkräkning hade Whitesburg 2 139 invånare.